# Somnolència

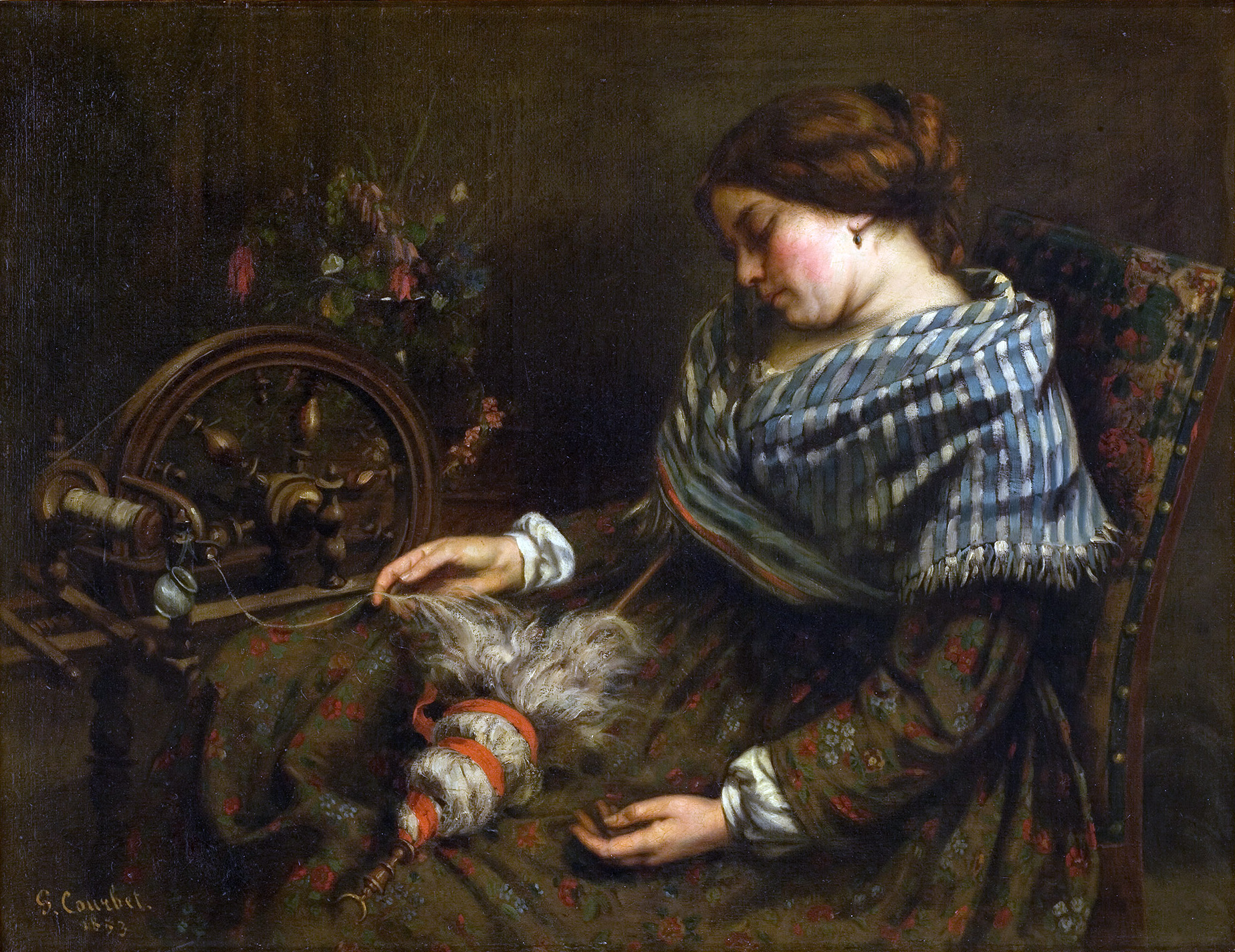
Dona dormint.

La somnolència és un estat de gairebé somni, un fort desig de dormir, o dormir durant períodes particularment llargs (vegeu hipersòmnia). Té dos significats diferents, es refereix tant a l'estat anterior habitual de dormir, i la malaltia crònica que es refereix a estar en aquest estat independent d'un ritme circadiari. El trastorn caracteritzat per l'última condició és més comunament associat amb l'ús de medicaments amb recepta com mirtazapina o zolpidem.
Es considera un menor deteriorament de la consciència al de l'estupor o el coma.

## Perills
La somnolència pot ser perillosa quan es realitzen tasques que requereixen concentració constant, com conduir un vehicle. Quan una persona està prou cansada pot experimentar microsomnis.

## Malalties
La somnolència és una de les conductes de diverses malalties o reaccions a la infecció que alguns teoritzen evolucionat per promoure la conservació d'energia mentre el cos combat la infecció amb la febre i altres mitjans. És un dels símptomes que constitueixen el comportament associat a la malaltia. 
Les condicions associades
Aquesta llista és incompleta, vostè pot ajudar d'altres llengües.
- Síndrome de la fase avançada del son
- Edema cerebral
- Hipòxia cerebral
- Depressió clínica, trastorn afectiu, especialment de temporada
- Síndrome de la fase del son retardada
- En la diabetis mellitus: quan es produeix una hipoglucèmia o una cetoacidosi.
- Hidrocefàlia
- Hipotèrmia
- Hipotiroïdisme
- Hemorràgia intracranial com a causa d'un aneurisma trencat
- Hipertensió intracranial, per exemple, a causa dels tumors cerebrals
- Infeccions
  - Encefalitis - (virals, bacterianes o d'altres)
  - Malaltia de Lyme (borreliosi)
  - Tripanosomosi
  - Mononucleosi infecciosa
- Medicaments
  - Opiacis - la majoria dels prescrits o els il·lícits, com l'heroïna
  - Antiepilèptics - com ara la fenitoïna, carbamazepina, lamotrigina, pregabalina, gabapentina
  - Antidepressius - per exemple, sertralina, venlafaxina i fluoxetina
  - Antihistamínics - sobretot els de primera generació: per exemple, la difenhidramina
  - Antipsicòtics - per exemple, la tioridazina, la quetiapina i l'olanzapina, però no l'haloperidol,
  - Agonistes de la dopamina utilitzats en el tractament de la malaltia de Parkinson, per exemple, la pergolida i ropinirole i pramipexole, usat per tractar la síndrome de les cames inquietes.
  - Algun medicament pel VIH - per exemple, medicaments que contenen efavirenz (Sustiva)
  - Hipnòtics - sobretot les benzodiazepines i els barbitúrics
  - Altres agents que afecten el sistema nerviós central, en dosis suficients o tòxiques.
- Narcolèpsia
- Comportament de malaltia
- Apnea del son
- Privació del son / insomni
- Fam
- Accident vascular cerebral
- Lesió cerebral traumàtica
- Epilèpsia - després de la crisi